# Antonio Despuig y Dameto
Antonio Despuig y Dameto (né le 30 mars 1745 à Palma de Majorque et mort le 2 mai 1813 à Lucques) est un cardinal espagnol du XIXe siècle.

## Biographie
Despuig est élu évêque d'Orihuela en 1791, archevêque de Valence en 1795 puis archevêque de Séville la même année. Il est promu patriarche latin d'Antioche en 1799. Le pape Pie VII le crée cardinal lors du consistoire du 11 juillet 1803.
Le cardinal Despuig est témoin oculaire de l'enlèvement violent du pape Pie VII (en vue de sa déportation), le 6 juillet 1809 (à 1 h 30 du matin), par les forces napoléoniennes d'occupation à Rome. L'assaut contre le palais Quirinal, où se tient le Pape, est mené par le général de brigade Étienne Radet, obéissant à des ordres indirects donnés par Napoléon Ier, dont l'ambition était d'annexer les États de l'Église. Pie VII avait ordonné la fermeture à clef de toutes les portes extérieures et intérieures du Quirinal, afin que les assaillants soient obligés de les fracasser (à la hache) pour parvenir jusqu'à sa personne, de manière que l'acte de violence et de violation soit matériellement attesté. Le Pape attendit les assaillants tranquillement assis à son bureau, ayant debout à sa droite le cardinal Pacca, Pro-Secrétaire d'État, et à sa gauche le cardinal Despuig.
Le pape Pie VII et le cardinal Pacca seront déportés ensemble, le premier sera reclus à Savone, le second enfermé à la forteresse de Fenestrelle, tandis que le cardinal Despuig sera tenu en résidence surveillée à Rome jusqu'à son ordre d'exil à Paris, le 8 décembre 1809.

Le cardinal Despuig a été par ailleurs un collectionneur de livres et de pièces d'art, qu'il a abritées dans un musée établi sur son domaine de Raixa. Le cardinal Despuig a été camerlingue de la Sainte Église romaine de 1810 jusqu'à sa mort en 1813.

## Succession apostolique
Antonio Despuig y Dameto a ordonné les évêques suivants :
- Évêque Francisco Javier Cabrera Velasco (1795)
- Évêque Félix Rico Rico (1795)
- Évêque Eugenio Giovanni Battista Giuseppe Cerina, O.F.M. (1803)
- Archevêque Giovanni Fraschina (it), O.F.M.Cap. (1804)